# Antônio Cláudio de Jesus Oliveira
Antônio Cláudio de Jesus Oliveira (oft Antonio Claudio; * 16. April 1973) ist ein brasilianischer Fußballtrainer und ehemaliger Fußballspieler.

## Karriere

### Fußballspieler
Antonio Claudio spielte von 2005 bis 2011 in Indonesien. Hier stand er bei den Vereinen Semen Padang, Persija Jakarta, Persib Bandung und Persih Tembilahan unter Vertrag. Wo er vorher gespielt hat, ist unbekannt. 2011 wechselte er nach Thailand. Hier unterschrieb er einen Vertrag bei Chiangrai United. Der Verein aus Chiangrai spielte in der ersten Liga des Landes, der Thai Premier League. Für Chiangrai absolvierte er 14 Erstligaspiele und schoss dabei zwei Tore.

### Fußballtrainer
Antonio Claudio war von September 2019 bis Dezember 2019 Co-Trainer bei seinem ehemaligen Verein Persija Jakarta. Mitte Januar 2020 wechselte er zum Borneo FC. Hier ist er Co-Trainer unter Edson Tavares.